# Église orthodoxe indonésienne
L'Église orthodoxe indonésienne est un doyenné une orthodoxe en Indonésie qui dépendait du Patriarcat de Moscou et dont la situation canonique actuelle est floue.